# Phylloporus
Phylloporus is een geslacht van schimmels behorend tot de familie Boletaceae.

## Soorten
Het geslacht Phylloporus bevat volgens de Index Fungorum de volgende 92 soorten (peildatum augustus 2023):
| Soortnaam                    | Auteur(s)                                 | Publicatiejaar |
| ---------------------------- | ----------------------------------------- | -------------- |
| Phylloporus albocarnosus     | Heinem.                                   | 1955           |
| Phylloporus alboinfuscatus   | N.K. Zeng, L.L. Wu, Y.L. Chen & P. Zhang  | 2021           |
| Phylloporus alborufus        | M.A. Neves & Halling                      | 2010           |
| Phylloporus alutaceus        | Lebedeva                                  | 1949           |
| Phylloporus ampliporus       | Heinem. & Rammeloo                        | 1978           |
| Phylloporus arenicola        | A.H. Sm. & Trappe                         | 1972           |
| Phylloporus ater             | (Beeli) Heinem.                           | 1951           |
| Phylloporus attenuatus       | Hosen                                     | 2017           |
| Phylloporus australiensis    | Watling                                   | 1991           |
| Phylloporus bellus           | (Massee) Corner                           | 1971           |
| Phylloporus borneensis       | Corner                                    | 1971           |
| Phylloporus brunneiceps      | N.K. Zeng, Zhu L. Yang & L.P. Tang        | 2012           |
| Phylloporus brunneolus       | Corner                                    | 1971           |
| Phylloporus caballeroi       | Singer                                    | 1973           |
| Phylloporus carmineus        | Heinem.                                   | 1951           |
| Phylloporus castanopsidis    | M.A. Neves & Halling                      | 2012           |
| Phylloporus catenulatus      | Hosen & T.H. Li                           | 2017           |
| Phylloporus centroamericanus | Singer & L.D. Gómez                       | 1984           |
| Phylloporus cingulatus       | Corner                                    | 1971           |
| Phylloporus clelandii        | Watling                                   | 1991           |
| Phylloporus coccineus        | Corner                                    | 1971           |
| Phylloporus colligatus       | M.A. Neves & T.W. Henkel                  | 2010           |
| Phylloporus cyanescens       | (Corner) M.A. Neves & Halling             | 2012           |
| Phylloporus depressus        | Heinem.                                   | 1953           |
| Phylloporus dimorphus        | M.A. Neves & Halling                      | 2012           |
| Phylloporus erythropus       | Bouriquet                                 | 1946           |
| Phylloporus fagicola         | Montoya & Bandala                         | 2011           |
| Phylloporus fibulatus        | Singer, Ovrebo & Halling                  | 1990           |
| Phylloporus flavidulus       | Corner                                    | 1971           |
| Phylloporus flavipes         | Rick                                      | 1937           |
| Phylloporus gajari           | Hosen & Zhu L. Yang                       | 2015           |
| Phylloporus gomphidioides    | Heinem. & Rammeloo                        | 1986           |
| Phylloporus grossus          | N.K. Zeng, L.L. Wu & P. Zhang             | 2021           |
| Phylloporus guanacastensis   | L.D. Gómez                                | 1997           |
| Phylloporus guzmanii         | Montoya & Bandala                         | 1991           |
| Phylloporus gymnocystis      | Singer                                    | 1989           |
| Phylloporus hyperion         | (Cooke & Massee) Singer                   | 1962           |
| Phylloporus imbricatus       | N.K. Zeng, Zhu L. Yang & L.P. Tang        | 2012           |
| Phylloporus incarnatus       | Corner                                    | 1971           |
| Phylloporus incertus         | (Corner) E. Horak                         | 2011           |
| Phylloporus infuscatus       | M.A. Neves & Halling                      | 2012           |
| Phylloporus leucomycelinus   | Singer                                    | 1978           |
| Phylloporus luteobasalis     | Heinem. & Rammeloo                        | 1987           |
| Phylloporus luxiensis        | M. Zang                                   | 1978           |
| Phylloporus maculatus        | N.K. Zeng, Zhu L. Yang & L.P. Tang        | 2012           |
| Phylloporus manausensis      | Singer                                    | 1978           |
| Phylloporus megacystidiatus  | L. Ye, Mortimer, J.C. Xu & K.D. Hyde      | 2013           |
| Phylloporus microsquamus     | N.K. Zeng, L.L. Wu, S. Jiang & Z.Q. Liang | 2021           |
| Phylloporus nigrescens       | Heinem. & Rammeloo                        | 1987           |
| Phylloporus nigrisquamus     | N.K. Zeng, L.L. Wu & Y.G. Fan             | 2021           |
| Phylloporus nigrobruneus     | N.K. Zeng, L.L. Wu & Y.G. Fan             | 2021           |
| Phylloporus novae-zelandiae  | McNabb                                    | 1971           |
| Phylloporus ochraceobrunneus | Corner                                    | 1971           |
| Phylloporus orientalis       | Corner                                    | 1971           |
| Phylloporus pachycystidiatus | N.K. Zeng, Zhu L. Yang & L.P. Tang        | 2012           |
| Phylloporus parvisporus      | Corner                                    | 1971           |
| Phylloporus pelletieri       | (Lév.) Quél.                              | 1888           |
| Phylloporus phaeosporus      | Corner                                    | 1971           |
| Phylloporus phaeoxanthus     | Singer & L.D. Gómez                       | 1984           |
| Phylloporus phylloporoides   | (Corner) E. Horak                         | 2011           |
| Phylloporus platensis        | Speg.                                     | 1926           |
| Phylloporus pratensis        | Rick                                      | 1960           |
| Phylloporus pseudopaxillus   | Heinem. & Rammeloo                        | 1987           |
| Phylloporus purpurellus      | Singer                                    | 1973           |
| Phylloporus purpureus        | (E.-J. Gilbert) Heinem.                   | 1951           |
| Phylloporus pusillus         | Raspé, K.D. Hyde & Chuankid               | 2019           |
| Phylloporus quercophilus     | Montoya, Bandala & Garay                  | 2019           |
| Phylloporus rhodophaeus      | Heinem. & Rammeloo                        | 1987           |
| Phylloporus rhodoxanthus     | (Schwein.) Bres.                          | 1900           |
| Phylloporus rimosus          | Bandala, Montoya & Garay                  | 2019           |
| Phylloporus rubeolus         | N.K. Zeng, Zhu L. Yang & L.P. Tang        | 2012           |
| Phylloporus rubiginosus      | M.A. Neves & Halling                      | 2012           |
| Phylloporus rubriceps        | Corner                                    | 1971           |
| Phylloporus rubrosquamosus   | N.K. Zeng, Zhu L. Yang & L.P. Tang        | 2012           |
| Phylloporus rufescens        | Corner                                    | 1971           |
| Phylloporus rufoflavipes     | (Corner) E. Horak                         | 2011           |
| Phylloporus scabripes        | B. Ortiz & M.A. Neves                     | 2007           |
| Phylloporus scabrosus        | M. Zang                                   | 1978           |
| Phylloporus septocystidiatus | C.K. Pradeep & K.B. Vrinda                | 2015           |
| Phylloporus squamosus        | Corner                                    | 1974           |
| Phylloporus stenosporus      | Corner                                    | 1974           |
| Phylloporus subbacillisporus | Raspé, K.D. Hyde & Chuankid               | 2019           |
| Phylloporus subrubeolus      | Chuankid, K.D. Hyde & Raspé               | 2019           |
| Phylloporus sulcatus         | (Pat.) E.-J. Gilbert                      | 1931           |
| Phylloporus sulphureus       | (Berk.) Singer                            | 1951           |
| Phylloporus tenuissimus      | N.K. Zeng, L.L. Wu & Zhi Q. Liang         | 2021           |
| Phylloporus testaceus        | Heinem. & Gooss.-Font.                    | 1951           |
| Phylloporus tubipes          | Heinem.                                   | 1951           |
| Phylloporus tunicatus        | Corner                                    | 1971           |
| Phylloporus veluticeps       | (Sacc.) Pegler & T.W.K. Young             | 1981           |
| Phylloporus viridis          | (Berk.) Singer                            | 1964           |
| Phylloporus yunnanensis      | N.K. Zeng, Zhu L. Yang & L.P. Tang        | 2012           |